# Ґардабанський муніципалітет
Ґардабанський муніципалітет (груз. გარდაბნის მუნიციპალიტეტი gardabnis municipʼalitʼetʼi) — муніципалітет Грузії, що входить до складу краю Квемо-Картлі. Знаходиться на півдні Грузії, на території історичних областей Нижня Картлія та Борчали. Адміністративний центр — Ґардабані.

## Населення
Станом на 1 січня 2016 року чисельність населення муніципалітету склала 82,3 тис. мешканців.
| 2002      | 2008     | 2010     | 2014      | 2016     |
| --------- | -------- | -------- | --------- | -------- |
| → 114 348 | ↘ 95 400 | ↗ 97 600 | ↗ 100 100 | ↘ 82 300 |

### Етнічний склад населення
За переписом 2002 року етнічний склад населення є таким:
| Грузини       | 60832  | 53,20 %  |
| Азербайджанці | 49993  | 43,72 %  |
| Вірмени       | 1060   | 0,93 %   |
| Росіяни       | 994    | 0,87 %   |
| Осетини       | 412    | 0,36 %   |
| Греки         | 236    | 0,21 %   |
| Єзиди         | 162    | 0,14 %   |
| Українці      | 65     | 0,06 %   |
| Абхази        | 48     | 0,04 %   |
| Кістинці      | 6      | 0,01 %   |
| Загалом       | 114348 | 100,00 % |

## Клімат
У Ґардабанському муніципалітеті помірно теплий клімат низьких гір. Протягом року випадає значна кількість опадів. Середня річна температура становить +14.1 °C.
| Кліматограма Ґардабанського муніципалітету                                            | Кліматограма Ґардабанського муніципалітету | Кліматограма Ґардабанського муніципалітету | Кліматограма Ґардабанського муніципалітету | Кліматограма Ґардабанського муніципалітету | Кліматограма Ґардабанського муніципалітету | Кліматограма Ґардабанського муніципалітету | Кліматограма Ґардабанського муніципалітету | Кліматограма Ґардабанського муніципалітету | Кліматограма Ґардабанського муніципалітету | Кліматограма Ґардабанського муніципалітету | Кліматограма Ґардабанського муніципалітету |
| ------------------------------------------------------------------------------------- | ------------------------------------------ | ------------------------------------------ | ------------------------------------------ | ------------------------------------------ | ------------------------------------------ | ------------------------------------------ | ------------------------------------------ | ------------------------------------------ | ------------------------------------------ | ------------------------------------------ | ------------------------------------------ |
| С                                                                                     | Л                                          | Б                                          | К                                          | Т                                          | Ч                                          | Л                                          | С                                          | В                                          | Ж                                          | Л                                          | Г                                          |
| 53 5 −4                                                                               | 27 13 −2                                   | 48 18 2                                    | 52 24 6                                    | 103 28 12                                  | 50 33 16                                   | 86 38 21                                   | 20 38 20                                   | 66 32 15                                   | 40 21 9                                    | 35 15 3                                    | 24 9 −3                                    |
| Середня макс. і мін. температури повітря (°C) Атмосферні опади (мм), за рік : 604 мм. |                                            |                                            |                                            |                                            |                                            |                                            |                                            |                                            |                                            |                                            |                                            |

## Галерея

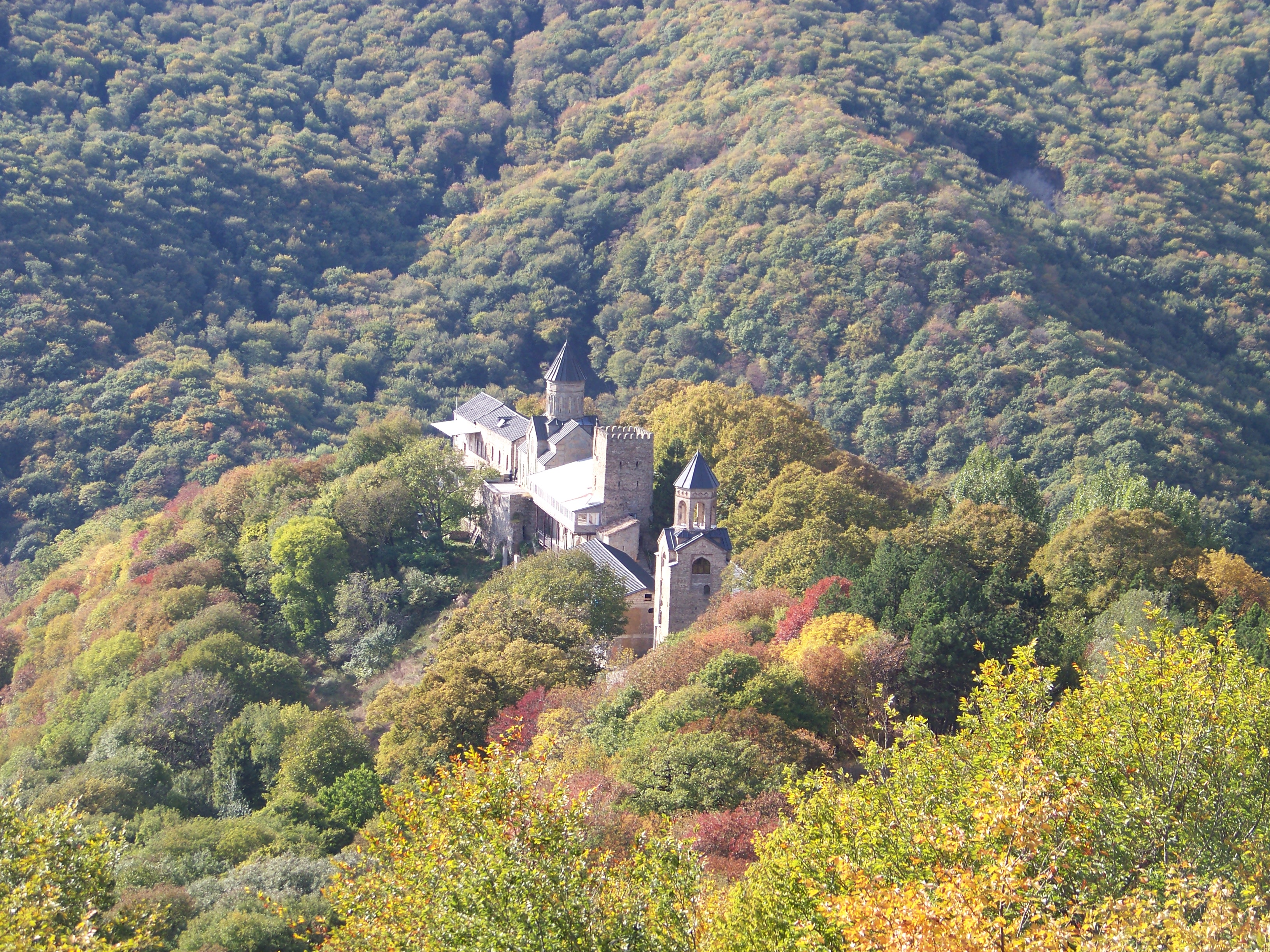
Марткопський монастир
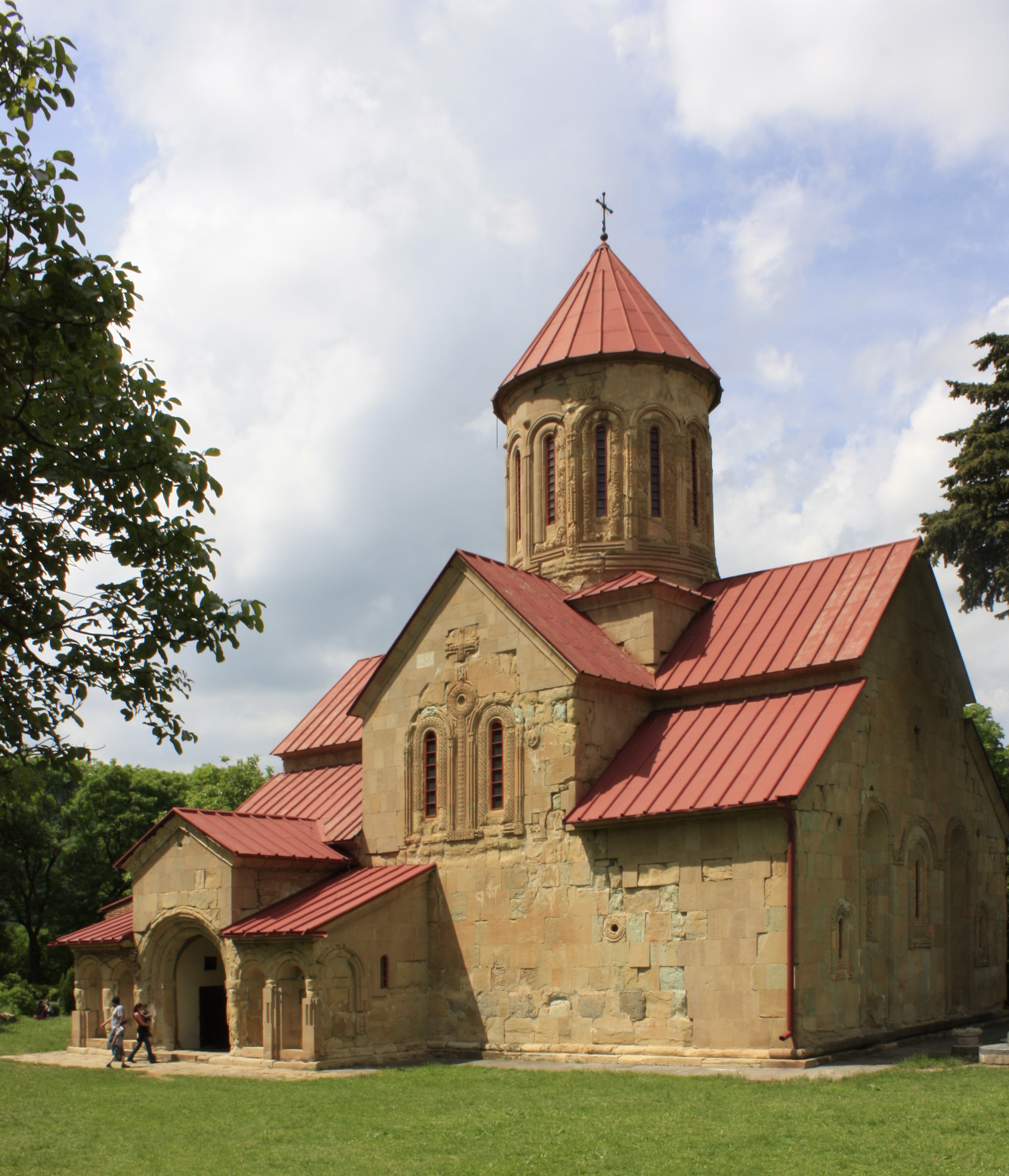
Грузинська Бетанія